# Nerissimo
Nerissimo è il secondo album in studio realizzato in duo dal musicista italiano Teho Teardo e dal musicista tedesco Blixa Bargeld. L'album è stato pubblicato l'8 aprile 2016 dall'etichetta discografica Specula Records.

## Tracce
Testi e musiche di Teho Teardo e Blixa Bargeld, eccetto dove indicato.
1. Nerissimo (English) – 4:06
2. DHX 2 – 3:54
3. Ich bin dabei – 4:25
4. The Empy Boat – 3:29 (Caetano Veloso)
5. The Beast – 4:16
6. Animelle – 6:57
7. Ulgæ – 5:14
8. Nirgendheim – 6:01
9. Give Me – 4:29
10. Nerissimo (Italian) – 4:09

Durata totale: 47:00

## Formazione

### Gruppo
- Teho Teardo
- Blixa Bargeld

### Produzione
- Thomas Rabsch – foto